# Anomiopus bonariensis
Anomiopus bonariensis là một loài bọ cánh cứng trong họ Bọ hung (Scarabaeidae).